# Wohnsiedlung Furttal
Die Wohnsiedlung Furttal ist eine kommunale Wohnsiedlung der Stadt Zürich in Affoltern, die Ende der 1970er Jahre erstellt wurde.

## Lage
Die Überbauung liegt im westlichen Teil von Affoltern nahe der Stelle, wo die Furttalstrasse in die Wehntalerstrasse mündet. Zurückgesetzt hinter der Siedlung Furttalstrasse der Baugenossenschaft Waidmatt liegt die städtische Siedlung Furttal zwischen der Georg-Kempf-Strasse und der Hungerbergstrasse. 

## Architektur
Die 15 Mehrfamilienhäuser mit Flachdach wurden kostengünstig aus Fertigbauelementen erstellt. Sie sind in Zeilen mit zwei bis vier Häusern senkrecht zum Hang angeordnet. Die beiden Gruppen von Zeilen sind jeweils um eine Tiefgarage angeordnet, über der sich ein Innenhof befindet. Zwischen den Gruppen gibt es eine kleine parkähnliche Anlage mit hohen Bäumen. In der Siedlung sind 181 Wohnungen untergebracht, davon mehr als die Hälfte 3½-Zimmer- und 4½-Zimmer-Wohnungen.